# Эйман
Эйман (яп. 永万 эйман) — девиз правления (нэнго) японских императоров Нидзё и Рокудзё, использовавшийся с 1165 по 1166 год .

## Продолжительность
Начало и конец эры:
- 5-й день 6-й луны 3-го года Тёкан (по юлианскому календарю — 14 июля 1165);
- 27-й день 8-й луны 2-го года Эйман (по юлианскому календарю — 23 сентября 1166).

## Происхождение
Название нэнго было заимствовано из 64-го цзюаня классического древнекитайского сочинения Ханьшу:「休徴自至、寿考無疆、雍容垂拱、永永万年」.

## События
- 1165 год (весна 1-го года Эйман) — наследным принцем был объявлен младенец, сын императора Нидзё[5];
- 3 августа 1165 года (25-й день 6-й луны 1-го года Эйман) — император Нидзё отрёкся от престола ввиду плохого состояния здоровья; трон перешёл к его сыну, который через некоторое время взошёл на престол под именем император Рокудзё[6]; решение вызвало недоумение при дворе:

[наследнику престола] исполнилось всего лишь два года. Такого ещё никогда не бывало! О безрассудство!
;
- 4 сентября 1165 года (27-й день 7-й луны 1-го года Эйман) — дайдзё тэнно Нидзё скончался в возрасте 22 лет[8];

## Сравнительная таблица
Ниже представлена таблица соответствия японского традиционного и европейского летосчисления. В скобках к номеру года японской эры указано название соответствующего года из 60-летнего цикла китайской системы гань-чжи. Японские месяцы традиционно названы лунами.
| 1-й год Эйман (Деревянный Петух) | 1-я луна*       | 2-я луна  | 3-я луна* | 4-я луна  | 5-я луна* | 6-я луна | 7-я луна* | 8-я луна   | 9-я луна    | 10-я луна* | 11-я луна  | 12-я луна     |
| -------------------------------- | --------------- | --------- | --------- | --------- | --------- | -------- | --------- | ---------- | ----------- | ---------- | ---------- | ------------- |
| Юлианский календарь              | 13 февраля 1165 | 14 марта  | 13 апреля | 12 мая    | 11 июня   | 10 июля  | 9 августа | 7 сентября | 7 октября   | 6 ноября   | 5 декабря  | 4 января 1166 |
| 2-й год Эйман (Огненная Собака)  | 1-я луна*       | 2-я луна* | 3-я луна  | 4-я луна* | 5-я луна* | 6-я луна | 7-я луна  | 8-я луна*  | 9-я луна    | 10-я луна  | 11-я луна* | 12-я луна     |
| Юлианский календарь              | 3 февраля 1166  | 4 марта   | 2 апреля  | 2 мая     | 31 мая    | 29 июня  | 29 июля   | 28 августа | 26 сентября | 26 октября | 25 ноября  | 24 декабря    |

* звёздочкой отмечены короткие месяцы (луны) продолжительностью 29 дней. Остальные месяцы длятся 30 дней.